# Rudolf Wihr
Rudolf Wihr (* 17. April 1885 in Kaiserslautern; † 12. November 1936 in Ludwigshafen am Rhein) war ein deutscher Lehrer und Heimatforscher.

## Leben
Rudolf Wihr studierte an der Lehrerbildungsanstalt Kaiserslautern. Im Jahr 1913 ging er in den pfälzischen Schuldienst, meldete sich aber 1914 zu Beginn des Ersten Weltkriegs als Kriegsfreiwilliger und geriet 1915 in französische Gefangenschaft, aus der er erst im Januar 1920 zurückkehrte.
Nach seiner Rückkehr trat er die ihm schon 1916 übertragene Hilfslehrerstelle in Ludwigshafen-Friesenheim an. Dort stieß er auf Überreste einer alten Burg, die er intensiv erforschte. Er setzte es sich als Ziel, seinen Schülern über Heimatkunde ihre Heimat zu erschließen. Zu diesem Zweck schrieb er seine ersten Aufsätze.
Nach seiner Heirat ließ sich Rudolf Wihr in Neuhofen nieder und wunderte sich dort über die eigenartigen Flurnamen. Als er hörte, dass in der „Medenheimer Gasse“ alte Steine und Knochen gefunden wurden, wollte er mehr über das untergegangene Dorf Medenheim erfahren und holte sich aus Speyerer Bibliotheken Akten nach Hause, um sie auszuwerten. Rudolf Wihr starb nach einer schweren Operation im Alter von 51 Jahren.
Das Rudolf-Wihr-Schulzentrum in Limburgerhof und die Rudolf-Wihr-Straße in Neuhofen sind nach dem Heimatforscher benannt.

## Werke
- Medenheim, ein untergegangenes Dorf bei Neuhofen (1927)
- Vom Zoll auf der Rehütte (1928)
- Rings um den Neuhofener Altrhein (1928)
- Der neue Hof. Neuhofen und Affolterloch als Wirtschaftsmittelpunkt des oberrheinischen Besitzers der Abtei Himmerod in der Eifel, 1194-1318-1513 (1932)
- Rehhütter Chronik (1937)

| Personendaten    | Personendaten                       |
| ---------------- | ----------------------------------- |
| NAME             | Wihr, Rudolf                        |
| KURZBESCHREIBUNG | deutscher Lehrer und Heimatforscher |
| GEBURTSDATUM     | 17. April 1885                      |
| GEBURTSORT       | Kaiserslautern                      |
| STERBEDATUM      | 12. November 1936                   |
| STERBEORT        | Ludwigshafen am Rhein               |